# Epipactis youngiana
Epipactis youngiana (tên tiếng Anh: Young's Helleborine) là một loài phong lan.